# Catena Gino-Camoghè-Fiorina
Il Catena Gino-Camoghè-Fiorina è un massiccio montuoso delle Prealpi Luganesi. Si trova in Svizzera (Canton Ticino) ed in Italia (Provincia di Como). Prende il nome dal Pizzo di Gino, dal Monte Camoghè e dalla Cima di Fiorina, montagne più significative del gruppo.

## Geografia
Ruotando in senso orario i limiti geografici sono: Passo San Jorio, Valle di San Jorio, Lago di Como, Piani di Grandola, Lago di Lugano, Val d'Agno, Passo del Monte Ceneri, Piano di Magadino, Val Morobbia, Passo San Jorio.

## Classificazione
La SOIUSA individua la Catena Gino-Camoghè-Fiorina come un supergruppo alpino e vi attribuisce la seguente classificazione:
- Grande parte = Alpi Occidentali
- Grande settore = Alpi Nord-occidentali
- Sezione = Prealpi Luganesi
- Sottosezione = Prealpi Comasche
- Supergruppo = Catena Gino-Camoghè-Fiorina
- Codice = I/B-11.I-A

## Suddivisione
Il gruppo montuoso è suddiviso in tre gruppi e tre sottogruppi:
- Gruppo di Gino (1)
- Gruppo Camoghè-Bar (2)
  - Sottogruppo del Camoghè (2.a)
  - Sottogruppo Bar-Caval Drossa (2.b)
  - Sottogruppo del San Salvatore (2.c)
- Gruppo di Fiorina (3)

## Monti

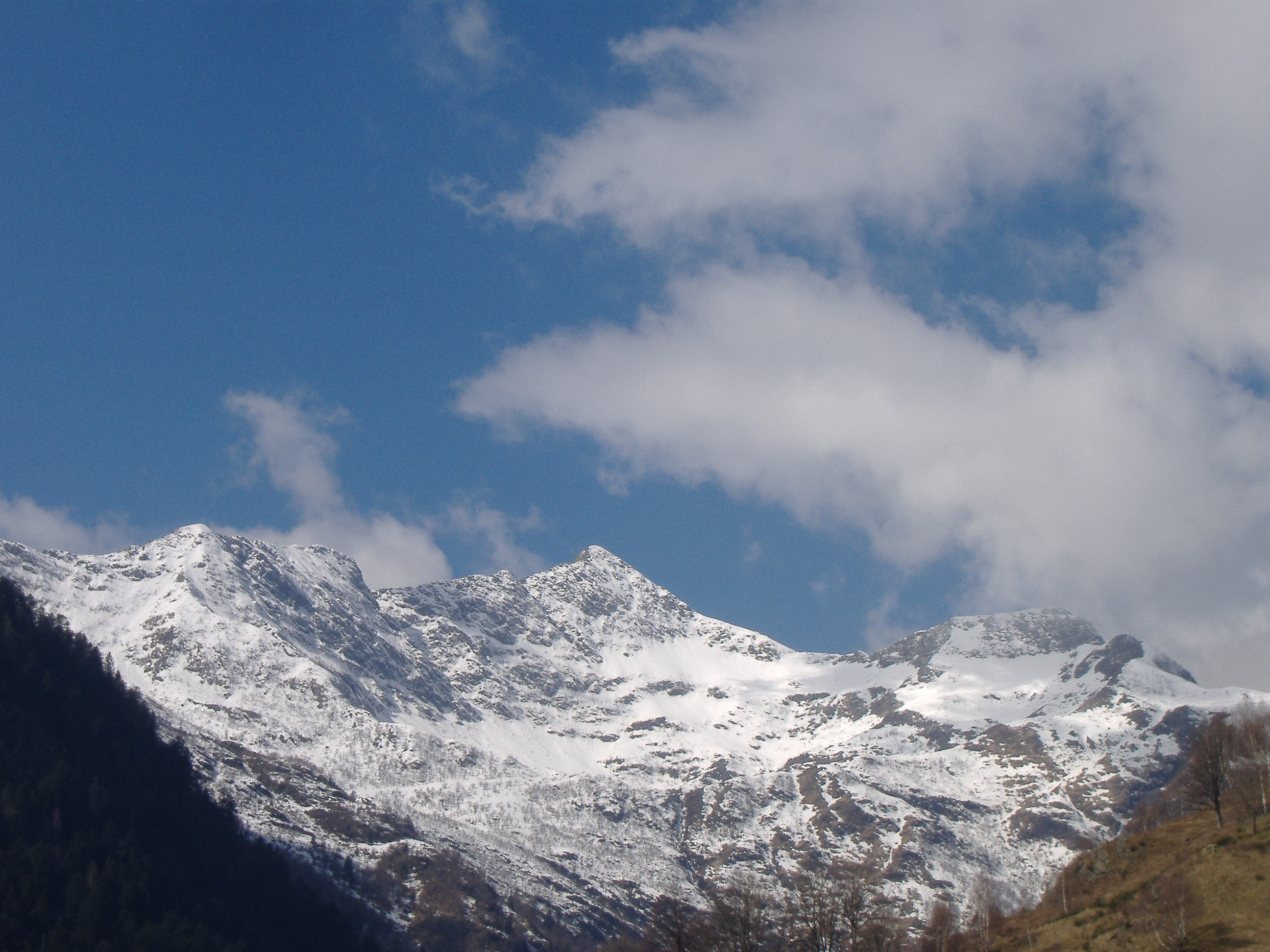
Il Pizzo di Gino.

- Pizzo di Gino - 2.245 m
- Monte Camoghè - 2.226 m
- Gazzirola - 2.116 m
- Monte Bregagno - 2.107 m
- Monte Tabor - 2.080 m
- Monte Bar - 1.814 m
- Cima di Fiorina - 1.810 m
- Monte Boglia - 1.516 m
- Denti della Vecchia - 1.492 m
- Monte Brè - 925 m
- Monte San Salvatore - 912 m
- Collina di San Bernardo - 707 m